# Ігумновська (Архангельська область)
Ігумновська (рос. Игумновская) — присілок в Верхньотоємському районі Архангельської області Російської Федерації.
Населення становить 9 осіб. Входить до складу муніципального утворення Верхньотоємський муніципальний округ.

## Історія
До 1 червня 2021 року входило до складу муніципального утворення Верхньотоємське муніципальне утворення.

## Населення
| 2002 | 2010 | 2012 |
| ---- | ---- | ---- |
| 16   | ↘12  | ↘9   |